# Wereldkampioenschap voetbal 2022 (Groep F) België - Marokko
Dit artikel gaat over de wedstrijd in groep F van het wereldkampioenschap voetbal 2022 tussen België en Marokko die gespeeld werd op zondag 27 november 2022 in het Al Thumamastadion te Doha.
Marokko won de wedstrijd met 0–2, door doelpunten van Romain Saïss en Zakaria Aboukhlal. Het was de eerste keer sinds 1994 dat België een groepswedstrijd op het wereldkampioenschap verloor en de eerste keer dat België niet scoorde in een WK-groepswedstrijd sinds 1998. Het was de derde zege ooit van Marokko op een WK voetbal en de eerste sinds 1998. Yassine Bounou zong mee met het Marokkaans volkslied, maar speelde uiteindelijk niet mee. Na afloop van deze wedstrijd leidde vieringen van de Marokkaanse winst tot rellen, waarna de ME werd ingezet in Den Haag, Rotterdam en Amsterdam.

## Voorafgaand aan de wedstrijd
- België stond bij aanvang van het toernooi op de tweede plaats van de FIFA-wereldranglijst en moest enkel Brazilië boven zich dulden.[3] Marokko was op de 22ste plek terug te vinden.[4] Negentien WK-deelnemers waren hoger gerangschikt dan Marokko.
- België en Marokko troffen elkaar voorafgaand aan deze wedstrijd drie keer. België won twee van die wedstrijden, waaronder in de groepsfase van het WK 1994, en Marokko won eenmaal. België won drie en verloor geen van zijn vier eerdere WK-wedstrijden tegen Afrikaanse landen. Marokko won twee en verloor vijf van zijn dertien eerdere WK-wedstrijden tegen UEFA-landen.
- België won zijn eerste groepswedstrijd met 1–0 van Canada en Marokko speelde in zijn eerste groepswedstrijd doelpuntloos gelijk tegen Kroatië.

## Wedstrijdverslag[5]
|                                                      |        |                  |                           | |
| Groep F 27 november 2022 16:00 (UTC+3) 14:00 (UTC+1) | België | 0 – 2 (0 – 0)    | Marokko                   | Stadion: Al Thumamastadion, Doha Toeschouwers: 43.738 Scheidsrechter: César Arturo Ramos Assistenten: Alberto Morín Méndez Assistenten: Miguel Hernández Vierde official: Yoshimi Yamashita Video-assistent: Fernando Guerrero AVAR 1: Nicolás Gallo AVAR 2: Kathryn Nesbitt AVAR 3: Armando Villarreal Speler van de wedstrijd: Hakim Ziyech |
| Groep F 27 november 2022 16:00 (UTC+3) 14:00 (UTC+1) |        | Wedstrijdverslag | 73' Saïss 90+2' Aboukhlal | Stadion: Al Thumamastadion, Doha Toeschouwers: 43.738 Scheidsrechter: César Arturo Ramos Assistenten: Alberto Morín Méndez Assistenten: Miguel Hernández Vierde official: Yoshimi Yamashita Video-assistent: Fernando Guerrero AVAR 1: Nicolás Gallo AVAR 2: Kathryn Nesbitt AVAR 3: Armando Villarreal Speler van de wedstrijd: Hakim Ziyech |
| Groep F 27 november 2022 16:00 (UTC+3) 14:00 (UTC+1) |        |                  |                           | Stadion: Al Thumamastadion, Doha Toeschouwers: 43.738 Scheidsrechter: César Arturo Ramos Assistenten: Alberto Morín Méndez Assistenten: Miguel Hernández Vierde official: Yoshimi Yamashita Video-assistent: Fernando Guerrero AVAR 1: Nicolás Gallo AVAR 2: Kathryn Nesbitt AVAR 3: Armando Villarreal Speler van de wedstrijd: Hakim Ziyech |
| Groep F 27 november 2022 16:00 (UTC+3) 14:00 (UTC+1) |        |                  |                           | Stadion: Al Thumamastadion, Doha Toeschouwers: 43.738 Scheidsrechter: César Arturo Ramos Assistenten: Alberto Morín Méndez Assistenten: Miguel Hernández Vierde official: Yoshimi Yamashita Video-assistent: Fernando Guerrero AVAR 1: Nicolás Gallo AVAR 2: Kathryn Nesbitt AVAR 3: Armando Villarreal Speler van de wedstrijd: Hakim Ziyech |
|                                                      |        |                  |                           | |

| België | Marokko |

| DM               | 01 | Thibaut Courtois     |         |
| RA               | 15 | Thomas Meunier       | 81'     |
| CV               | 02 | Toby Alderweireld    |         |
| CV               | 05 | Jan Vertonghen       |         |
| LA               | 21 | Timothy Castagne     |         |
| CM               | 16 | Amadou Onana         | 29' 60' |
| CM               | 06 | Axel Witsel          |         |
| AM               | 07 | Kevin De Bruyne      |         |
| RB               | 10 | Eden Hazard          | 60'     |
| SP               | 23 | Michy Batshuayi      | 75'     |
| LB               | 10 | Thorgan Hazard       | 75'     |
| Wisselspelers:   |    |                      |         |
| DM               | 12 | Simon Mignolet       |         |
| DM               | 13 | Koen Casteels        |         |
| VD               | 03 | Arthur Theate        |         |
| VD               | 04 | Wout Faes            |         |
| VD               | 26 | Zeno Debast          |         |
| MV               | 08 | Youri Tielemans      | 60'     |
| MV               | 19 | Leander Dendoncker   |         |
| MV               | 20 | Hans Vanaken         |         |
| MV               | 22 | Charles De Ketelaere | 75'     |
| AV               | 09 | Romelu Lukaku        | 81'     |
| AV               | 11 | Yannick Carrasco     |         |
| AV               | 14 | Dries Mertens        | 60'     |
| AV               | 17 | Leandro Trossard     | 75'     |
| AV               | 24 | Loïs Openda          |         |
| AV               | 25 | Jérémy Doku          |         |
| Coach:           |    |                      |         |
| Roberto Martínez |    |                      |         |

| DM             | 12 | Munir                |           |
| RA             | 02 | Achraf Hakimi        | 68'       |
| CV             | 05 | Nayef Aguerd         |           |
| CV             | 06 | Romain Saïss         |           |
| RA             | 03 | Noussair Mazraoui    |           |
| CM             | 04 | Sofyan Amrabat       |           |
| CM             | 08 | Azzedine Ounahi      | 78'       |
| CM             | 15 | Selim Amallah        | 68'       |
| RB             | 07 | Hakim Ziyech         |           |
| SP             | 19 | Youssef En-Nesyri    | 73'       |
| LB             | 17 | Sofiane Boufal       | 73'       |
| Wisselspelers: |    |                      |           |
| DM             | 01 | Yassine Bounou       |           |
| DM             | 22 | Ahmed Tagnaouti      |           |
| VD             | 18 | Jawad El Yamiq       | 78'       |
| VD             | 20 | Achraf Dari          |           |
| VD             | 24 | Badr Benoun          |           |
| VD             | 25 | Yahia Attiyat Allah  | 68'       |
| MV             | 13 | Ilias Chair          |           |
| MV             | 23 | Walid Cheddira       |           |
| MV             | 26 | Yahya Jabrane        |           |
| AV             | 09 | Abderrazak Hamdallah | 73'       |
| AV             | 10 | Anass Zaroury        |           |
| AV             | 11 | Abdelhamid Sabiri    | 68' 90+5' |
| AV             | 14 | Zakaria Aboukhlal    | 73'       |
| AV             | 16 | Abde Ezzalzouli      |           |
| AV             | 21 | Walid Cheddira       |           |
| Coach:         |    |                      |           |
| Walid Regragui |    |                      |           |

| Statistieken           | België | Marokko |
| ---------------------- | ------ | ------- |
| Doelpunten             | 0      | 2       |
| Gele kaarten           | 1      | 1       |
| Rode kaarten           | 0      | 0       |
| Wissels                | 5      | 5       |
| Schoten op doel        | 4      | 4       |
| Schoten naast doel     | 6      | 6       |
| Overtredingen          | 10     | 14      |
| Hoekschoppen           | 9      | 1       |
| Buitenspel             | 3      | 3       |
| Passnauwkeurigheid (%) | 89     | 87      |
| Balbezit (%)           | 64     | 36      |